# Single Connector Attachment

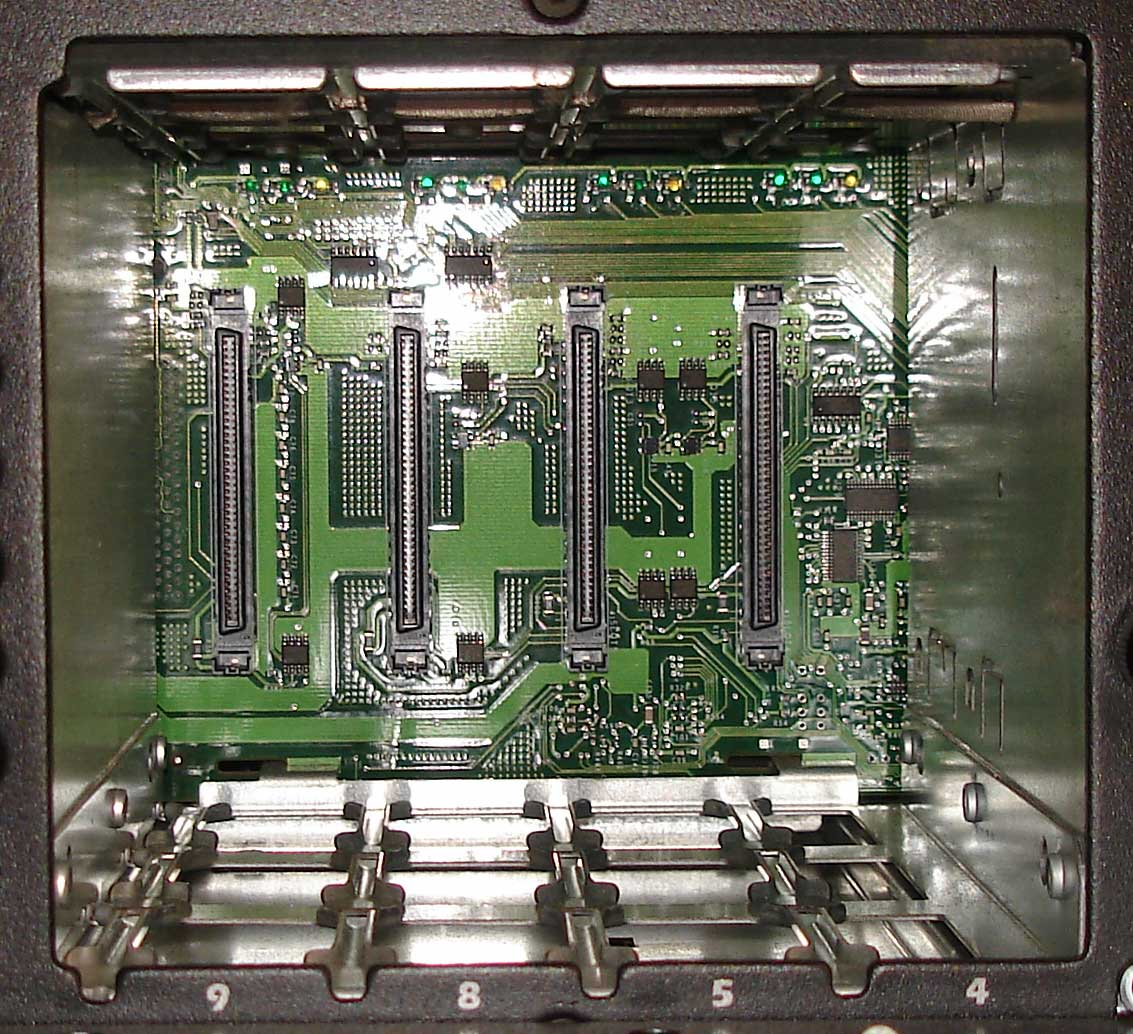
Plano posterior del conector SCA de 80 pines

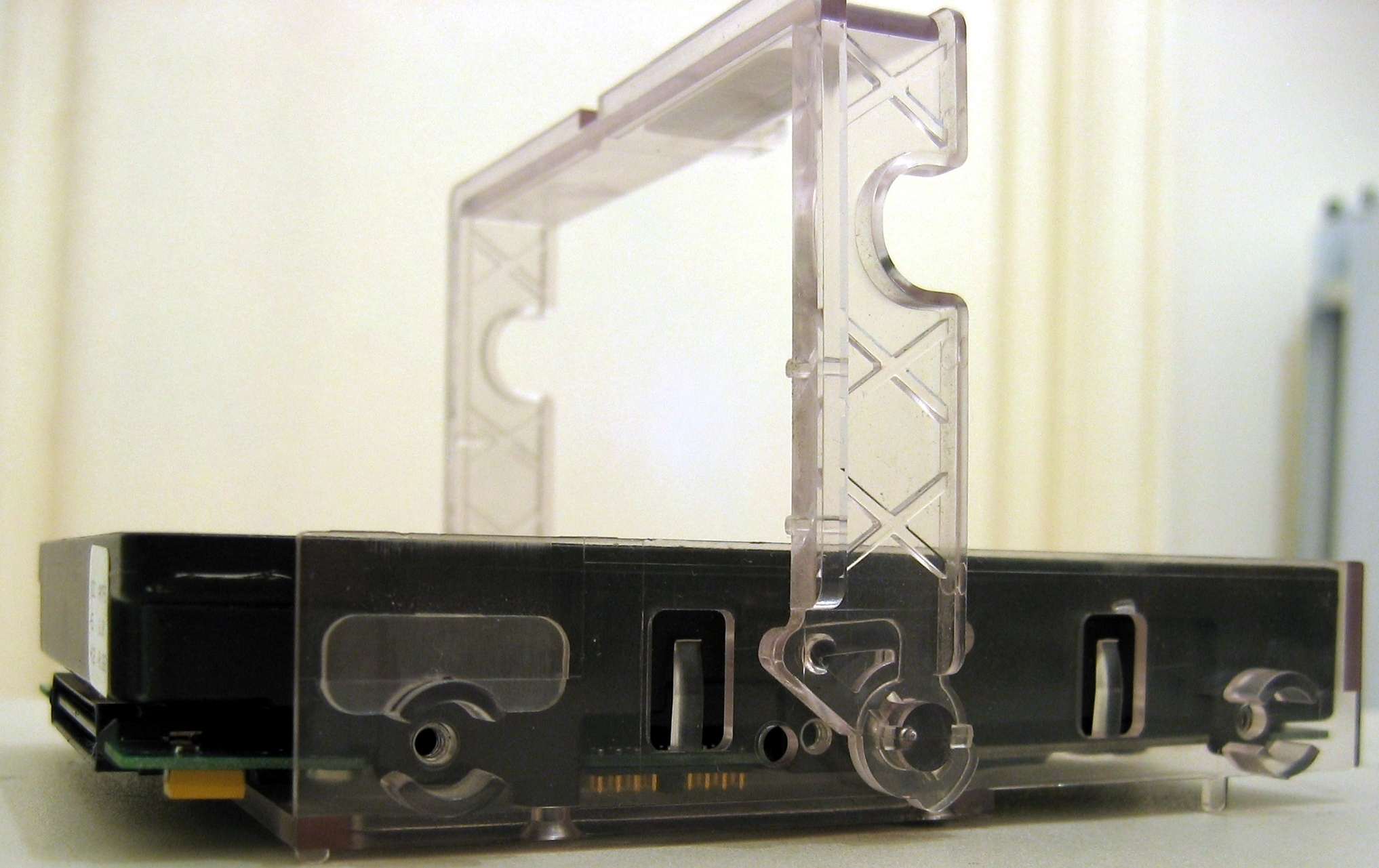
Unidad SPARCstation 20 en su carcasa

El Single Connector Attachment, o SCA, es un tipo de conexión para el cableado interno de los sistemas SCSI paralelo. Hay dos versiones de este conector: el SCA-1, que está en desuso, y el SCA-2, que es el estándar más reciente. Además, hay tipos de extremo único (SE) y diferencial de bajo voltaje (LVD) del SCA. 
SCA ya no se usa ampliamente, ya que ha sido reemplazado por SAS. 
Dado que las unidades de disco duro se encuentran entre los componentes de una computadora/servidor que tienen más probabilidades de fallar, siempre ha habido demanda de la capacidad de reemplazar una unidad defectuosa sin tener que apagar todo el sistema. Esta técnica se denomina intercambio en caliente y es una de las principales motivaciones detrás del desarrollo de SCA. En relación con RAID, por ejemplo, esto permite el reemplazo sin problemas de unidades con fallas. 
Normalmente, las unidades de disco duro utilizan dos cables: uno para datos y otro para alimentación, y también tienen sus parámetros específicos (ID SCSI, etc.) que se configuran mediante puentes en cada unidad. Las unidades que emplean SCA tienen solo un conector que transporta datos y alimentación, y también les permite recibir sus parámetros de configuración desde el plano posterior SCSI. El conector SCA para unidades SCSI paralelas tiene 80 pines, a diferencia de la interfaz de 68 pines que se encuentra en la mayoría de las unidades SCSI paralelas modernas. 
Algunos de los pines en los conectores SCA son más largos que otros, por lo que se conectan primero y se desconectan al final. Esto asegura la integridad eléctrica de todo el sistema. De lo contrario, el ángulo en el que se inserta el enchufe en la unidad podría ser el motivo del daño porque, por ejemplo, el pin que transporta el voltaje podría conectarse antes que su pin de referencia a tierra correspondiente. La longitud adicional también proporciona lo que se conoce como precarga, que proporciona un medio por el cual el dispositivo es alertado de una sobretensión pendiente. Eso permite una transición más lenta a la máxima potencia y, por lo tanto, hace que el dispositivo sea más estable. 
Para hacer un mejor uso de su capacidad de conexión en caliente, las unidades SCA generalmente se instalan en bahías de unidades en las que se deslizan con facilidad. En el extremo más alejado de estas bahías se encuentra el plano posterior del subsistema SCSI ubicado con un conector que se conecta a la unidad automáticamente cuando se inserta. 
La funcionalidad completa de intercambio en caliente aún requiere el soporte de otros componentes de software y hardware del sistema. En particular, el sistema operativo y las capas RAID necesitarán soporte de intercambio en caliente para permitir que se realice el intercambio en caliente del disco duro de manera segura, sin apagar el sistema. 

## Normas
Los dispositivos y conectores SCSI se especifican en SPI-2, SPI-4 y SPI-5 como parte de la arquitectura de estándares SCSI-3: http://www.t10.org/scsi-3.htm
La organización responsable de los borradores de los documentos de especificación es el Comité Técnico T10: http://www.t10.org/
- Datos: Q2289239
- Multimedia: Single Connector Attachment / Q2289239